# فوئنته-المدو

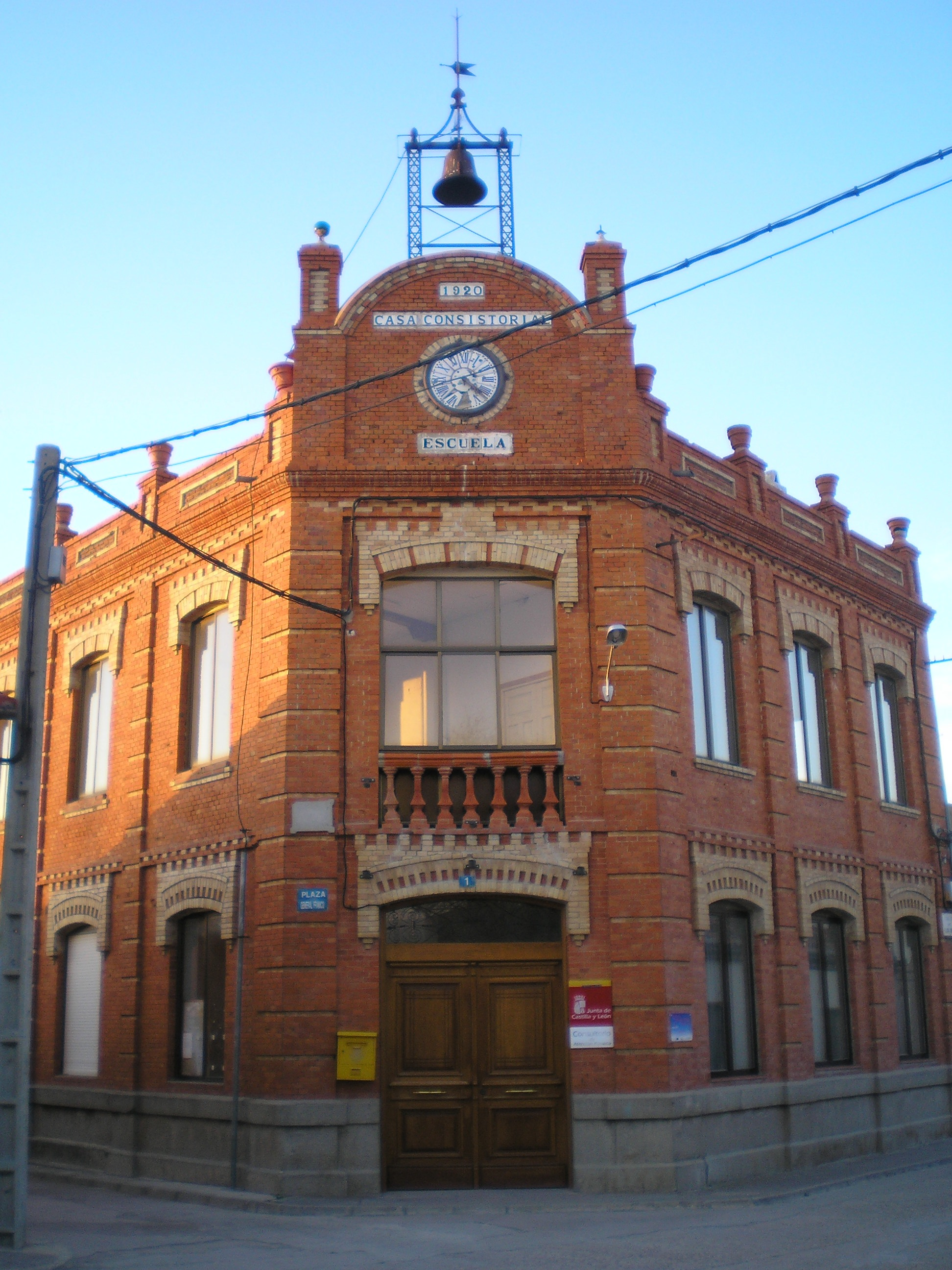
تالار شهر فوئنته اولمدو در وایادولید، اسپانیا

فوئنته-المدو (به اسپانیایی: Fuente-Olmedo) یک شهرستان در اسپانیا است که در استان وایادولید واقع شده‌است.